# Théâtre Picolo
Le Théâtre Picolo est une troupe de théâtre française fondée par Jean-Baptiste Picolo, acrobate et comédien italien, vers 1820. Ce saltimbanque ambulant qui se présentait comme « artiste d'agilité » est né à Trieste (Italie) en 1790, et est mort à Paris le 29 mars 1871. Ce théâtre itinérant a perduré jusqu'au début de la Seconde Guerre mondiale.
Jean-Baptiste Picolo a commencé ses tournées d'acrobate en Belgique, aux Pays-Bas, et dans le nord de la France à partir des années 1830. Trois générations ont ensuite fait évoluer cette activité vers la seule représentation théâtrale.

## Les Picolo de Paris
De ce théâtre ambulant, deux branches de familles du spectacle sont issues et ont connu des renommées variées. Ainsi, la fille aînée de Picolo, Anne-Gertrude Picolo (née à Maastricht le 24 mai 1821, décédée à Paris le 22 février 1894) s'est installée dans la capitale française en créant l'un des premiers cafés-concert, le "Café du Pavillon de l'horloge" installé sur les Champs-Élysées.
La propre fille naturelle d'Anne-Gertrude, Anne-Louise Picolo (née à Paris le 20 avril 1850, décédée le 19 janvier 1922) dont le nom de scène était Louise Théo, a été la très jeune interprète d'opérettes de Jacques Offenbach.

## Les Picolo de province
De sa seconde épouse, Marguerite Flutiaux (fille du directeur de théâtre et musicien Antoine-Marie Flutiaux), Jean-Baptiste Picolo a eu 7 enfants qui ont perpétué le théâtre ambulant, notamment son fils Théodore Picolo (né à Cousolre dans le Nord le 15 mai 1834, décédé en 1908). Ce dernier a dirigé un théâtre qui était bien connu en Normandie, notamment à Vimoutiers.
Au décès de Théodore Picolo, Frédéric Montanari son gendre (époux de sa fille Isabelle-Pauline Picolo), a pérennisé l'activité du théâtre Picolo et a parcouru toute la Normandie et les régions voisines avec sa troupe de comédiens sous le nom de « Théâtre Montanari » jusque dans les années 1960. Un court reportage de 1964 sur l'activité de ce théâtre est notamment archivé à l'INA.
Les principales représentations qui laissaient la part belle aux opérettes, dans les années 1900 à 1930, de la troupe du Théâtre Picolo étaient : Le Mariage aux lanternes, Les Noces de Jeannette, Lischen et Fritzchen, Tromb-al-ca-zar et Les Deux Sans-culotte (d'Offenbach), Les Surprises du divorce, L'Arlésienne, La Veuve joyeuse, Marceau ou les Enfants de la République, Miss Helyott, Le Pays du sourire, etc. Dans les années 1960, le répertoire comporte des comédies : Les 28 jours de Clairette.